# Abu Dhabi (stad)
Abu Dhabi, ook wel Aboe Dhabi (Arabisch: أبو ظبي) is de hoofdstad van het emiraat Abu Dhabi en van de Verenigde Arabische Emiraten (VAE). Abu Dhabi ligt aan de Perzische Golf en is niet de grootste stad van de VAE, want dit is de noordelijker gelegen stad Dubai. De bevolking werd in 2000 op 1 miljoen inwoners geschat, waarvan ongeveer tachtig procent buitenlanders. Abu Dhabi International Airport is de luchthaven van de stad.
Een groot deel van de inwoners van Abu Dhabi is expat uit landen als India, Pakistan, Egypte, Bangladesh, de Filipijnen en diverse Arabische landen. Abu Dhabi wordt geleid door Mohammed bin Zayed Al Nahyan, die ook president is van de Verenigde Arabische Emiraten.

## Bezienswaardigheden
- Sjeik Zayed-moskee
- Museum Louvre Abu Dhabi
- Capital Gate
- Disneyland Abu Dhabi

## Autosport: Formule 1
Vanaf 2009 wordt elk jaar de Grand Prix van Abu Dhabi op het eiland Yas gereden. De eerste Formule 1-race was op 1 november 2009. De winnaar van deze race was Sebastian Vettel (Red Bull).

## Golfsport
Abu Dhabi heeft de Abu Dhabi Golf Club met een 27-holesbaan. In 2004 werd de eerste editie van het Abu Dhabi Golf Kampioenschap gehouden. Winnaars waren tot nu toe Chris DiMarco (2006), Paul Casey (2007), Martin Kaymer (2008) en weer Paul Casey (2009).

## Klimaat
| Maand                  | jan | feb | mrt | apr | mei | jun | jul | aug | sep | okt | nov | dec | Jaar |
| ---------------------- | --- | --- | --- | --- | --- | --- | --- | --- | --- | --- | --- | --- | ---- |
| Gemiddeld maximum (°C) | 24  | 25  | 29  | 33  | 38  | 40  | 42  | 42  | 40  | 36  | 31  | 26  | 34   |
| Gemiddeld minimum (°C) | 13  | 14  | 17  | 20  | 23  | 26  | 28  | 29  | 26  | 22  | 18  | 15  | 21   |
|                        |     |     |     |     |     |     |     |     |     |     |     |     |      |
| Neerslag (mm)          | 7   | 21  | 15  | 6   | 1   | 0   | 0   | 2   | 0   | 0   | 0   | 5   | 57   |
| Bron: WeerOpReis.com   |     |     |     |     |     |     |     |     |     |     |     |     |      |

## Stedenbanden
- Bethlehem (Palestina)
- Brisbane (Australië)
- Houston (Verenigde Staten)
- Iquique (Chili)
- Islamabad (Pakistan)
- Madrid (Spanje)
- Minsk (Wit-Rusland)
- Nicosia (Cyprus)
- Roskilde (Denemarken)